# Артюхов, Виталий Григорьевич
Вита́лий Григо́рьевич Артюхо́в (род. 29 января 1944, ст. Новоминская, Краснодарский край) — советский и российский государственный деятель, топ-менеджер. Директор Центрального научно-исследовательского института «Центр» (2005—2014); ранее — заместитель министра финансов (1991—1992), заместитель министра транспорта (1992—1995, 2000—2001), Министр природных ресурсов (2001—2004), руководитель Государственной налоговой службы (1996—1997). Член Секретариата межправительственного Совета дорожников, Председатель МСД (1997—2001 гг.). Доктор экономических наук, профессор, академик Российской академии предпринимательства.

## Биография
Родился 29 января 1944 года в станице Новоминская Краснодарского края. В 1970 году окончил Новочеркасский политехнический институт им. С. Орджоникидзе по специальности инженер-механик автомобильного транспорта.
В 1970—1973 годах работал в автотранспортном предприятии Армавира, в 1973—1978 годах возглавлял Армавирское пассажирское автотранспортное предприятие № 1. Почётный Гражданин города Армавир. В 1978—1979 годах — начальник Ногинского производственного объединения грузового автомобильного транспорта Главмособлавтотранса.
В 1979—1983 годах работал главным инженером Производственного объединения по обслуживанию грузовых автотранспортных средств иностранных владельцев «Совинтеравтотранс» в Москве. В 1981 году защитил кандидатскую диссертацию по теме «Исследование механизмов формирования и разработки моделей потребности сельского населения в автобусных перевозках». В 1983 году возглавил Финансовое управление Министерства автомобильного транспорта РСФСР; в 1988 году перешёл на должность заместителя начальника Главного экономического управления в том же министерстве. В 1989—1991 годах работал заместителем начальника Финансово-хозяйственного управления Секретариата Верховного Совета СССР. В 1990 году Артюхов защитил докторскую диссертацию по экономике «Механизм управления отраслевым комплексом в условиях перехода к рыночным отношениям».
В 1991 году Виталий Артюхов стал первым заместителем Министра финансов Российской Федерации. В 1992 году перешёл на должность заместителя Министра транспорта Российской Федерации. В 1995 году вновь был назначен первым заместителем Министра финансов. В 1996—1997 годах возглавлял Государственную налоговую службу; до августа 1996 года — в ранге вице-премьера. Указом Президента РФ присвоен классный чин главного государственного советника налоговой службы.
В апреле 1997 года Виталий Григорьевич Артюхов назначен Руководителем Федеральной дорожной службы, в которую согласно Указу Президента Российской Федерации «О дорожной реформе», преобразован отраслевой блок.
В июне 1999 года Виталий Григорьевич переходит на должность генерального директора Российского дорожного агентства, которое становится правопреемником Федеральной дорожной Службы РФ, сохранив все основные функции и задачи. (Указ Президента Российской Федерации от 25 мая 1999 года № 651 «О структуре федеральных органов исполнительной власти»)
В июне 1999 года Артюхов перешёл на должность генерального директора Российского дорожного агентства. В мае 2000 года лишился этого поста в связи с упразднением агентства. С июля 2000 года — первый заместитель Министра транспорта Российской Федерации.
С июня 2001 года по март 2004 года — Министр природных ресурсов Российской Федерации. В бытность Артюхова министром неоднократно возникали скандалы, преимущественно связанные с распределением лицензий на разработку нефтяных и золотых месторождений. Также Артюхов критиковался за волокиту в вопросе выдачи лицензий и разрешений.
В 2003 году на посту министра отменил форменную одежду и знаки различия для министерства природных ресурсов Российской Федерации с погонами и петлицами.
После увольнения обсуждалась возможность назначения Артюхова главой Федерального лицензионного центра, Федерального агентства лесного хозяйства (ФАЛХ) и природоохранного департамента Минприроды, однако на фоне разгоревшегося после его отставки скандала ни на одну из должностей назначен не был. В марте 2005 года Артюков был кандидатом в аудиторы Счётной палаты, однако должности не получил.
С 2005 по 2014 г. Виталий Артюхов — директор ФГУП «Центральный научно-исследовательский институт судостроительной промышленности „Центр“». Также является председателем Межгосударственного совета дорожников СНГ.
В 2013 году вошёл в состав Совета директоров Башнефти.

## Скандалы
В 2004 году, за два часа до увольнения с поста министра природных ресурсов, Артюхов подписал более 60 лицензий на проведение разведки нефти в Сибири и на северо-западе страны, а также дал распоряжение о перечислении 450 млн рублей в ряд малоизвестных фирм. Как утверждала пресса, большинство лицензий получили компании, так или иначе связанные с сыном Артюхова Вадимом. Вновь назначенный министром Юрий Трутнев провёл служебное расследование и данные лицензии отменил.
В 2004 году был фигурантом «крабового дела», возбуждённого в рамках расследования убийства губернатора Магаданской области Валентина Цветкова. Председатель Государственного комитета РФ по рыболовству Евгений Наздратенко обвинил Артюхова в том, что он сверх утверждённого общедопустимого улова выделил дополнительные «научные» квоты на вылов трёх тысяч тонн крабов и трубача на общую сумму 38 миллионов долларов. По утверждению Наздратенко, улов краба был вывезен контрабандой за границу, а выручка присвоена, что стало причиной убийства Цветкова. Аналогичные обвинения озвучивал депутат Госдумы Борис Резник, заявлявший, что Артюхов как «соучастник этого преступления должен сидеть на скамье подсудимых».
В том же году Артюхов был фигурантом коррупционного скандала, связанного с реконструкцией Старой Смоленской дороги. Смоленский суд и прокуратура требовали в принудительном порядке доставить для дачи показаний экс-министра по делу о пропаже 56 млн рублей.
В 2013 году Артюхов оказался замешан в получившим широкую огласку скандале, связанном с выселением из принадлежащего семье Артюхова помещения ресторана «Хачапури». По словам владельцев кафе, после того как они отремонтировали арендованное здание и открыли кафе, Артюхов потребовал пересмотра условий договора аренды и объявил о намерении значительно повысить арендную плату, что не было предусмотрено договором. Добиваясь выполнения условий, арендодатель «отключал воду, электричество, блокировал канализацию, заваривал входные двери, постоянно приходили проверяющие органы», угрожал директору кафе личной расправой, а в ночь на 9 августа 2013 года кафе разгромили неизвестные люди в масках.

## Семья
Женат, имеет троих сыновей.
- Первый сын Альберт (род. 1967, Горячий Ключ) — частный предприниматель, учредитель ряда коммерческих организаций[35]. Сын Альберта, Артур (род. 1989) возглавляет ОАО «Автокомбинат-4»[36].
- Второй сын Вадим (род. 1972, Армавир) — руководитель Представительства администрации Костромской области при Правительстве РФ (с 2012). Являлся советником председателя Совета Федерации С. М. Миронова (2009—2010), членом Совета Федерации от Волгоградской области (2004—2009), заместителем министра имущественных отношений (2002—2003)[37]. Занимал руководящие посты в ряде коммерческих банков: Флайт-Банк, Традо-Банк, Кредитпромбанк, Внешэкономбанк[38][39][40].
- Третий сын от гражданского брака, Владимир Удалов (род. 1989) — кандидат экономических наук, в период руководства ФГУП «Центр» В. Г. Артюховым, занимал должность его советника. В 2015 г. вошёл в число акционеров АКБ «Росдорбанк»[источник не указан 3533 дня].

Семье Артюхова принадлежит контроль над «Росдорбанком», созданным как профильный банк для обслуживания предприятий дорожной отрасли; по настоящее время данные предприятия входят в число основных клиентов банка.

## Награды
- медаль «20 лет победы над Германией» (1965)
- медаль «За освоение целинных и залежных земель» (1968)
- Орден «Знак Почёта» (1986)
- Медаль «В память 850-летия Москвы» (1997)
- «Человек года» по номинации «Предпринимательство. Экономика» с вручением «Серебряного креста» Русского биографического института (1998)
- Благодарность Президента Российской Федерации (17 июля 1996 года) — за активное участие в организации и проведении выборной кампании Президента Российской Федерации в 1996 году[43]

## Чины и звания
- Классный чин: Главный государственный советник налоговой службы (присвоен Указом Президента Российской Федерации от 13.06.1996 г. № 880);
- Почётный гражданин г. Армавира;
- Почётный автотранспортник России;
- Почётный дорожник России.